# Hugo de Hohenlohe-Öhringen
El Príncipe Hugo de Hohenlohe-Öhringen (en alemán: Friedrich Wilhelm Eugen Karl Hugo Fürst zu Hohenlohe-Öhringen; 27 de mayo de 1816, Stuttgart - 23 de agosto de 1897, castillo de Slawenzitz, Alta Silesia) fue un príncipe de la Casa de Hohenlohe, de la rama luterana de Hohenlohe-Ingelfingen. Heredó los dominios de los príncipes de Hohenlohe-Öhringen y del ducado de Ujest en 1849.

## Biografía
El príncipe era hijo del príncipe Augusto de Hohenlohe-Öhringen (1784-1853) y de la princesa Luisa de Wurtemberg (1789-1851). Contrajo matrimonio con la princesa Paulina de Fürstenberg (1829-1900) en 1847.
Estudió en la escuela superior de Tharandt llamada Academia forestal, fundada por Heinrich Cotta, y en Berlín. Se convirtió en ayudante de campo del rey Guillermo I de Wurtemberg.
Heredó los bienes paternos en 1849 y los del antiguo ducado de Ujest en Silesia. Se lanzó después a hacer inversiones en la Alta Silesia, destacadamente en la industria del zinc. Hizo fortuna y sus dominios fueron reconocidos en 1861 por el reino de Prusia, como dominios señoriales. Obtuvo el título de duque de Ujest. Excavó las minas y construyó fábricas (Hohenlohe-Hütte) en Bittkow, y en 1888 estaba a la cabeza de un conglomerado. Adquirió minas de carbón en los años 1890 y se convierte así en el mayor productor del mundo de zinc a su muerte.
El duque de Ujest es también miembro de la Cámara de los Señores de Prusia, así como de la cámara real de Wurtemberg. Fue nombrado general de infantería del ejército prusiano à la suite, y general de caballería del ejército de Wurtemberg.
Fue nombrado gobernador de Moravia, durante la guerra austro-prusiana de 1866.
El duque de Ujest tuvo también actividad parlamentaria a lo largo de su vida en el seno de las asambleas de la nobleza. Fue miembro de la Asamblea, o Reichstag, de la alianza de la Alemania del Norte, antes de 1870, y después vicepresidente del Reichstag imperial de 1871 a 1876.

## Familia
De su unión con la princesa Paulina de Fürstenberg, tuvo los siguientes hijos:
- Cristián Kraft de Hohenlohe-Öhringen, duque de Ujest (1848-1926)
- María (1849-1929), desposó al príncipe Enrique XIX de Reuss (1848-1904)
- Luisa (1851-1920), desposó al conde Federico Luis von Frankenberg y Ludwigsdorff (1835-1897)
- Augusto (1854-1884)
- Federico Carlos (1855-1910), desposó a la condesa María von Hatzfeldt (1871-1932)
- Jorge (1858-1945), desposó a su prima Olga de Hohenlohe-Öhringen (1862-1935)
- Maximiliano (1860-1922), desposó a la condesa Elena von Hatzfeldt (1865-1901)
- Hugo (1864-1928), desposó a Helga Hager (1877-1951)
- Margarita (1865-1940), desposó al conde Guillermo von Hohenau (1854-1930)

## Honores
- Reino de Prusia:[3]
  - Caballero de Honor de la Orden de San Juan, 18 de enero de 1850[4]
  - Caballero de la Corona Prusiana, 1ª Clase, 19 de enero de 1862; con Banda Esmaltado del Águila Roja, 1865[4]
  - Gran Cruz del Águila Roja, 16 de enero de 1866; con Collar, 1882[4]
  - Cruz de Hierro (1870), 2ª Clase con Banda Blanca con Márgenes Negros
  - Cruz de Gran Comandante de la Real Orden de Hohenzollern, 20 de septiembre de 1866[4]
  - Caballero del Águila Negra, con Collar, 21 de enero de 1887
- Hohenzollern: Cruz de Honor de la Principesca Orden de Hohenzollern, 1ª Clase
- Electorado de Hesse:
  - Caballero del León Dorado, 12 de junio de 1851[5]
  - Gran Cruz de la Orden de Guillermo
- Gran Ducado de Baden:[6]
  - Caballero de la Orden de la Fidelidad, 1847
  - Gran Cruz del León de Zähringen, 1847
- Ducados Ernestinos: Gran Cruz de la Orden de la Casa Ernestina de Sajonia, 1860[7]
- Gran Ducado de Hesse: Cruz Médica Militar, 12 de agosto de 1871[8]
- Imperio ruso: Caballero de Santa Ana, 2ª Clase
- Sajonia-Weimar-Eisenach: Gran Cruz del Halcón Blanco, 1892[9]
- Reino de Wurtemberg:[10]
  - Gran Cruz de la Orden de Federico, 1846
  - Gran Cruz de la Corona de Wurtemberg, 1864
  - Caballero de la Orden de Olga, 1872